# Dennach (Neuenbürg)
Dennach ist ein Ortsteil der Stadt Neuenbürg im Enzkreis in Baden-Württemberg.

## Geographie
Dennach liegt in der Hügellandschaft des Nordschwarzwalds. Die Gemarkungsfläche beträgt 11,82 km². Knapp zwei Kilometer südwestlich des Orts befindet sich auf Dennacher Markung der Heuberg, der mit 709,1 m ü. NHN der höchste Punkt des Enzkreises ist.

## Geschichte
Zum ersten Mal wurde Dennach am 28. März 1368 urkundlich als „Tenech“, der Ort mit Tannen erwähnt.